# Aida Garifullina
Aida Emilevna Garifullina (in russo: Аида Эмилевна Гарифуллина; Kazan', 30 settembre 1987) è un soprano russo.

## Biografia
Aida Garifullina è nata nel 1987 in una famiglia tatara
 a Kazan', la capitale della Repubblica del Tatarstan. Suo padre è Emil Damirovich Garifullin, e sua madre è Layla Ildarovna Garifullina
 (direttrice di coro) che è attualmente direttore del Center of Contemporary Music n.a. Sofia Gubaidulina
. Fin dalla prima infanzia sua madre ha influenzato il suo sviluppo musicale ed è stata determinante nello sviluppo della sua carriera. All'età di 18 anni, si trasferì a Norimberga per studiare musica.
Nel 2007, si è iscritta al Vienna University of Music and Performing Arts con l'insegnamento di Claudia Visca. Due anni dopo Garifullina ha esordito come Despina nella produzione universitaria di "Così fan tutte" di Mozart. Nel 2010, ha vinto il concorso di cantanti musulmani Magomayev a Mosca. Dopo la laurea nel 2011, si è esibita durante la cerimonia di chiusura della XXVI Summer Universiade a Shenzhen, e ha cantato un duetto con Alessandro Safina a Kazan.
Nel 2012, Garifullina ha cantato all'apertura della Russian House alle XXX Olimpiadi estive di Londra. A Londra conobbe Valery Gergiev, direttore artistico del Teatro Mariinsky di San Pietroburgo. Nel gennaio 2013 ha esordito sul palcoscenico del Teatro Mariinsky nel ruolo di Susanna nell'Opera Buffa Le nozze di Figaro di Mozart. In seguito ha aggiunto al suo repertorio i ruoli di Gilda (Rigoletto) e Adina (L'elisir d'amore).
A luglio, in qualità di ambasciatrice dell'Universiade, ha cantato alla cerimonia di apertura della Summer Universiade 2013 a Kazan. Si è anche esibita alla cerimonia di chiusura di "Cultural Universiade" con la Mariinsky Theater Orchestra. La performance è stata condotta da Valery Gergiev.
La carriera di Garifullina ha ricevuto una notevole spinta quando ha vinto il primo premio Operalia 2013. Al concorso c'erano arie di Nanetta (Falstaff), Snow Maiden (La fanciulla di neve), Susanna (Le nozze di Figaro) e Giulietta (I Capuleti e i Montecchi). In ottobre le è stato conferito il titolo di "artista onorato della Repubblica del Tatarstan" e un certificato di elogio del presidente della Repubblica del Tatarstan.
Durante il 2013 e il 2014 è stata protagonista di numerose esibizioni di spicco, insieme con artisti del calibro di José Carreras, Plácido Domingo e Dmitry Hvorostovsky. Nel 2014 si è esibita al Rosenblatt Recitals presso la Wigmore Hall di Londra. Il 2015 ha firmato un contratto discografico con Decca Records.

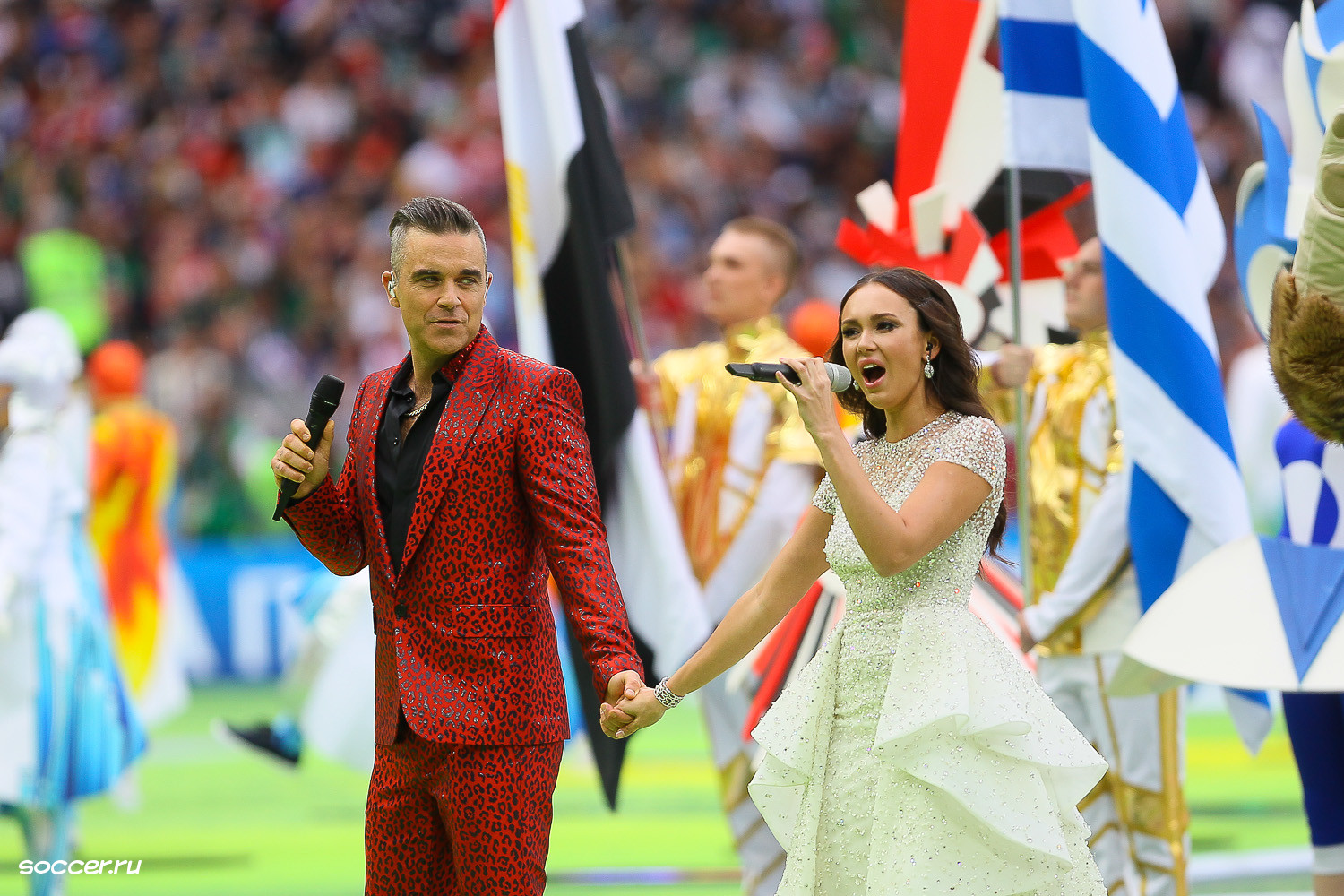
Robbie Williams e Garifullina cantano Angels alla cerimonia di apertura del Campionato mondiale di calcio 2018

Dall'inizio della stagione 2014/2015, è membro d'insieme dell'Opera di Stato di Vienna
. Ha interpretato la star del soprano franco-americano Lily Pons e ha interpretato "The Bell Song" dall'opera di Delibes Lakmé in una chiave trasposta verso il basso nel film Florence Foster Jenkins del 2016 . Nel febbraio 2017 ha pubblicato un album omonimo su Decca, che contiene 15 arie registrate con l'ORF Radio-Symphony Orchestra diretta da Cornelius Meister.
Il 13 giugno 2018, Garifullina si è esibita al concerto di gala di apertura della Coppa del Mondo FIFA 2018 tenutosi presso la Piazza Rossa di Mosca. Si è esibita con Anna Netrebko, Juan Diego Flórez e Plácido Domingo e la Mariinsky Theater Orchestra diretta da Valery Gergiev. Il 14 giugno Garifullina si è esibita alla cerimonia di apertura della Coppa del Mondo FIFA 2018 tenutasi allo stadio Luzhniki di Mosca. Ha suonato un duetto di "Angels" con il cantante pop inglese Robbie Williams.

## Vita privata
Ha un fratello di nome Rem. Garifullina ha una figlia di nome Olivia nata nel 2016. È nota per aver frequentato il tennista Marat Safin per un anno o due dal 2016 al 2017. Durante i suoi studi a Vienna, per due anni la sua istruttrice di canto è stata il soprano statunitense Claudia Visca. Il suo soprano lirico preferito è Anna Moffo.

## Repertorio
- G. Donizetti — Don Pasquale, Norina
- G. Donizetti — L'elisir d'amore, Adina
- P. Eötvös — Tri sestri, Irina
- F. Halévy — La Juive, Princess Eudoxie
- W. A. Mozart — Così fan tutte, Despina
- W. A. Mozart — Don Giovanni, Zerlina
- W. A. Mozart — Le nozze di Figaro, Susanna
- W. A. Mozart — Die Zauberflöte, Pamina
- S. S. Prokofiev — War and Peace, Natasha Rostova
- G. Puccini — La bohème, Musetta
- N. A. Rimsky-Korsakov — The Golden Cockerel, Queen of Shemakha
- G. Rossini — L'italiana in Algeri, Elvira
- G. Verdi — Un ballo in maschera, Oscar
- G. Verdi — Falstaff, Nannetta
- G. Verdi — Rigoletto, Gilda

## Discografia
- Aida Garifullina (2017)